# Natasha Sara Georgeos
Natasha Sara Georgeos (sinh ngày 6 tháng 8 năm 1987) là một vận động viên bơi lội Saint Lucian, người chuyên về các nội dung bơi bướm. Georgeos đủ điều kiện cho bơi bướm 100 m nữ tại Thế vận hội Mùa hè 2004 ở Athens, mà không đăng thời gian nhập cảnh của cô. Bơi trong lượt thứ nhất, cô  xếp cuối cùng với thời gian chậm nhất là 1: 07.94, chỉ cách lề 5,72 giây sau người chiến thắng Kateryna Zubkova của Ukraine. Georgeos đã thất bại trong việc vào bán kết, khi cô xếp thứ 38 vào ngày đầu tiên của vòng sơ loại.